# Рэлей (лунный кратер)
Кратер Рэлей (лат. Rayleigh), не путать с кратером Рэлей на Марсе, — большой древний ударный кратер в северном полушарии видимой стороне Луны, восточная часть чаши кратера заходит на обратную сторону. Название присвоено в честь британского физика и механика Джона Уильяма Стретта (лорд Рэлея) (1842—1919) и утверждено Международным астрономическим союзом в 1964 г. Образование кратера относится к донектарскому периоду.

## Описание кратера
Ближайшими соседями кратера Рэлей являются кратер Билс на севере-северо-западе; кратер Вестин на северо-востоке; кратеры Максвелл и Ломоносов на востоке. К юго-восточной части вала кратера примыкает кратер Жолио, южная оконечность вала перекрыта кратером Ляпунов, юго-западная – кратером Юри. Селенографические координаты центра кратера 29°07′ с. ш. 89°27′ в. д. / 29,12° с. ш. 89,45° в. д., диаметр 113,8 км, глубина 1070 м.
Кратер имеет полигональную форму и значительно разрушен за длительное время своего существования. Вал сглажен, перекрыт множеством кратеров различного размера, в южной части полностью разрушен. Дно чаши пересеченное, кроме сравнительно ровной северной части. В центре чаши расположен сателлитный кратер Рэлей D, от которого в северо-западном направлении тянется невысокий хребет. В западной части чаши расположен сателлитный кратер Рэлей B, в южная часть чаши покрыта породами выброшенными при образовании соседних кратеров и отмечена скоплением мелких кратеров.
За счет своего расположения у восточного лимба Луны кратер при наблюдениях имеет искаженную форму, наблюдения зависят от либрации.

## Сателлитные кратеры
| Рэлей | Координаты                                            | Диаметр, км |
| ----- | ----------------------------------------------------- | ----------- |
| B     | 29°04′ с. ш. 88°30′ в. д. / 29,06° с. ш. 88,5° в. д.  | 15,5        |
| C     | 31°26′ с. ш. 85°46′ в. д. / 31,44° с. ш. 85,77° в. д. | 26,1        |
| D     | 29°02′ с. ш. 89°47′ в. д. / 29,03° с. ш. 89,79° в. д. | 22,3        |

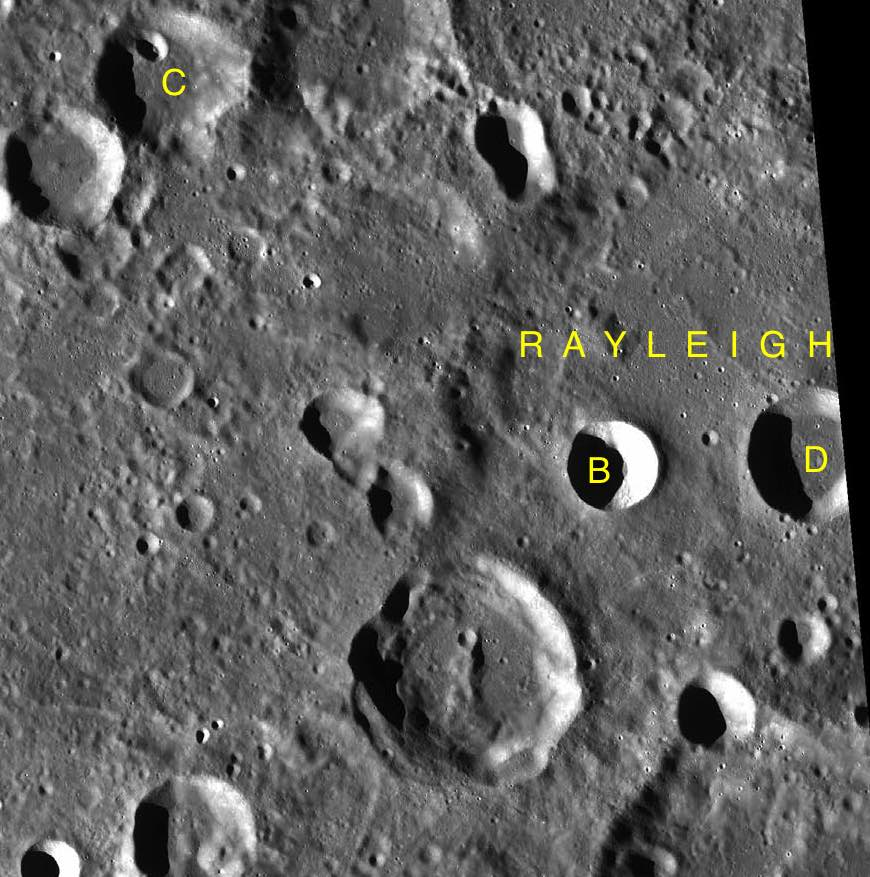
Фрагмент карты LAC-45.

- Сателлитный кратер Рэлей A в 1985 г. переименован Международным астрономическим союзом в кратер Юри.

## См.также
- Список кратеров на Луне
- Лунный кратер
- Морфологический каталог кратеров Луны
- Планетная номенклатура
- Селенография
- Минералогия Луны
- Геология Луны
- Поздняя тяжёлая бомбардировка